# Nijni Torei
Nijni Torei (en rus: Нижний Торей) és un poble de la República de Buriàtia, a Rússia, segons el cens del 2010 tenia 1.251 habitants.